# Базель-Бадішер
47°34′02″ пн. ш. 7°36′25″ сх. д. / 47.5673079057° пн. ш. 7.60692041847° сх. д.

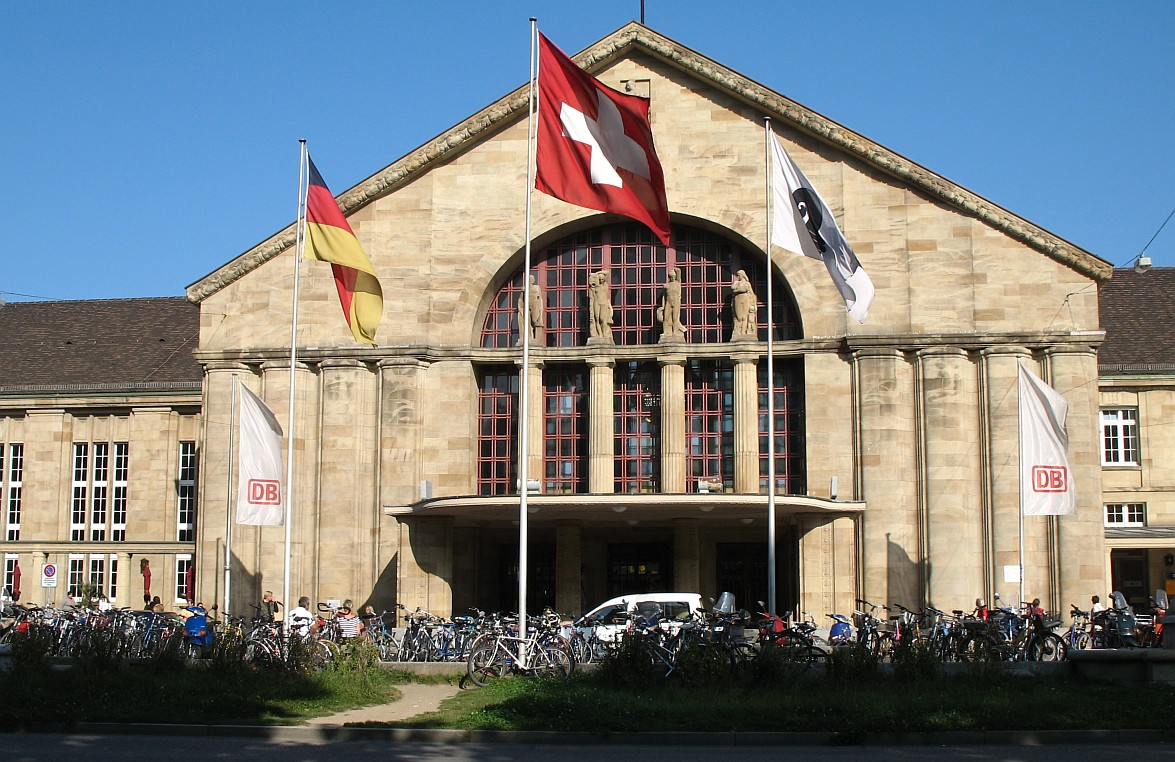
Частина фасаду

Базель-Бадішер (нім. Basel Badischer Bahnhof) — одна із залізничних станцій Базеля (Швейцарія). Хоч станція знаходиться на території Швейцарії, перони та частина внутрішніх приміщень вокзалу мають екстериторіальний статус і належать Німеччині, сама станція належить Німецьким залізницям. Транскордонний перехід розташований у підземному переході, що веде від зала очікування до перонів. Базель-Бадішер — одна з двох великих залізничних станцій Базеля, друга — станція Базель SBB, що є під орудою Швейцарських федеральних залізниць.
Станцію обслуговують лінії Basel Regional S-Bahn — RE, RB, S6, а також ліній ICE та EC/IC до/з Фрайбурга, Карлсруе, Мангайма, Франкфурта, Гамбурга, Берліна та інших міст Німеччини.

## Історія
У березні 1838 року Державна залізниця Великого Герцогства Баден розпочала будівництво залізниці, що прямує з Мангайма через Гайдельберг, Карлсруе і Фрайбург. Ця залізниця отримала назву магістральна залізниця Бадена або Райнтальбан. Швейцарська залізнична комісія висловила бажання про продовження лінії до Базеля і підписала відповідний контракт з Великим герцогством Баденським в 1842 році.
У січні 1851 року Райнтальбан споруджено до селища Гальтінген (частина міста Вайль-на-Рейні) поруч зі швейцарським кордоном. Поки між урядами двох країн не було досягнуто згоди про будівництво станції в Базелі, пасажири перевозилися через кордон на омнібусах .
Нарешті 27 липня 1852 року в дію вступила угода між урядами Бадена і Швейцарської Конфедерації, яка продовжує діяти до цих пір. Проте початок будівництва затримався ще на декілька років через те, що швейцарська сторона хотіла, щоб новий вокзал був тупиковим, в той час як німці планували продовжити залізницю з Базеля далі до Вальдсгут-Тінгену.
Перша залізнична станція Базель-Бадішер була побудована як наскрізна станція на нинішній площі Мессеплац приблизно за 800 метрів на захід від сьогоднішньої. 
Дистанція Гальтінген — Базель була відкрита 19 лютого 1855 року з тимчасовою дерев'яною станційною будівлею. 
У 1856 році до південного кінця станції було підключено наступну дистанцію до Констанца в Бадені, і до 10 квітня 1859 року Швейцарія та Баден нарешті домовилися побудувати постійну станцію, будівництво якої розпочалося в травні. 
Вуличні входи з будівлі вокзалу виходили на нинішню вулицю Рігенрінг. 
У 1875 році була відкрита Базельська сполучна залізниця до станції Базель SBB, яка прямувала паралельно із залізницею до Констанца .
Збільшення залізничного трафіку на початку XX століття вимагало більшої станції. 
Щоб отримати простір для міської забудови Кляйнбазеля, уряд Базеля наполягав на новому вокзалі на новому місці. 
Місце для нової станції обрано NNW прямо від залізничного мосту через Рейн. 
Станція була перенесена на своє нинішнє місце в 1906-1913 рр.

## Спеціальна митна територія

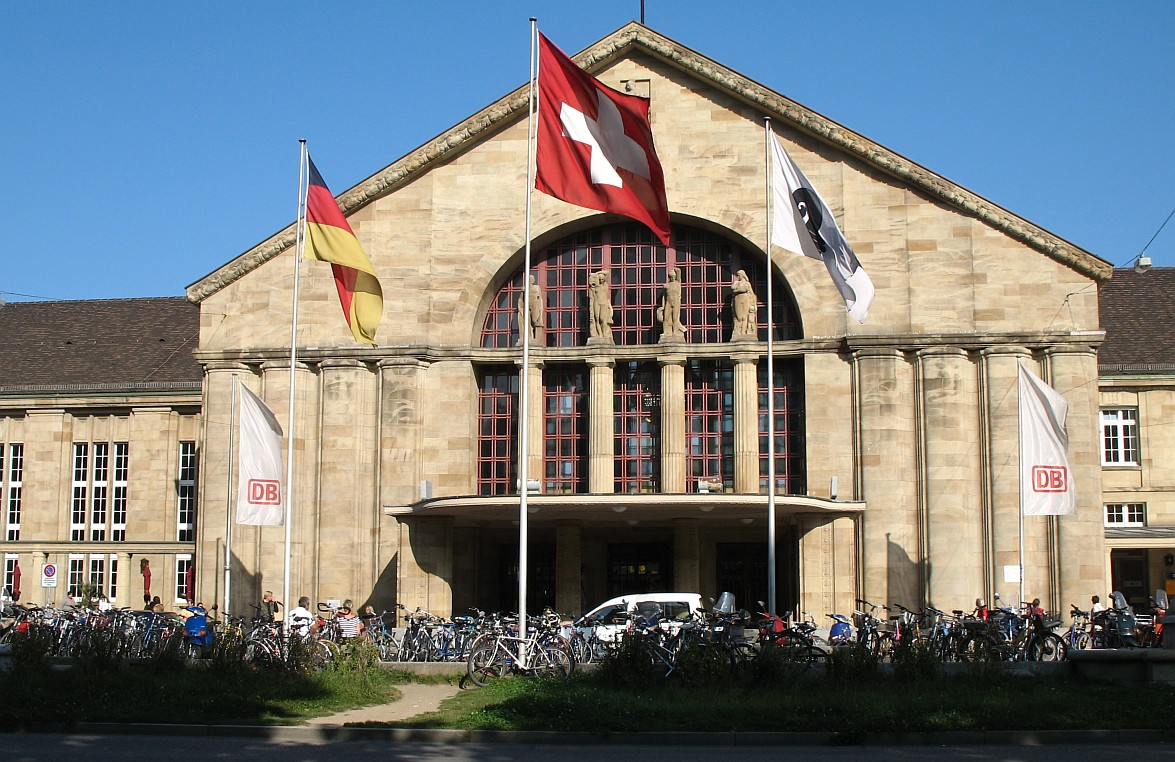
Базель-Бадішер

Попри те, що Базель-Бадішер розташований у Швейцарії, згідно договору 1852 року між Швейцарською Конфедерацією та Великим герцогством Баден (одним із попередників сучасної Німеччини), місцевість під його найбільшою частиною, що охоплює платформи та частину пасажирського тунелю які ведуть до німецько-швейцарського митного пункту пропуску, утворює особливу митну територію, яка одночасно є ексклавом Митного союзу Європейського Союзу та анклавом у митному союзі Ліхтенштейн-Швейцарія. 
Проте крамниці в залі вокзалу розташовані на території митного союзу Ліхтенштейн-Швейцарія, і швейцарський франк використовується як офіційна валюта (хоча євро приймається для квитків на поїзд). 
Митний контроль здійснюється в тунелі між платформами та холом вокзалу, тоді як пасажири міжнародних поїздів, що прямують транзитом до Базеля SBB, можуть проходити митний контроль на борту. 
У свою чергу імміграційні перевірки були скасовані після приєднання Швейцарії до Шенгенської зони в 2008 році.
За винятком Базельської сполучної залізниці, усі колії, які обслуговує станція разом із рухом на них, знаходяться під контролем Федерального управління залізниць Німеччини та Агентства залізниць Європейського Союзу, які разом із станцією належать німецькому Bundeseisenbahnvermögen, яким керує DB Netz і DB Station&Service, які регулюються Німецьким федеральним мережевим агентством і доступні виключно для поїздів, що експлуатуються залізничними компаніями з німецькою ліцензією: Deutsche Bahn (DB Fernverkehr та DB Regio), ÖBB, Швейцарські федеральні залізниці і Basel S-Bahn.

## Опис
Базель-Бадішер має п'ять платформ, які обслуговують десять колій. 
На платформи можна потрапити з двох пасажирських тунелів, що ведуть від головної будівлі вокзалу та від південного крила вежі. 

## Послуги
Станом на грудень 2023 року станція обслуговує:

### Далеке прямування
| Лінія                            | Маршрут | Маршрут | Маршрут | Інтервал          |
| -------------------------------- | --- | --- | --- | ----------------- |
| ICE 12                           | (Кур – Цюрих-Гол. –) | Базель SBB – Базель-Бадішер – Карлсруе – Мангайм – Франкфурт – Геттінген – Гамбург – Кіль                                       | Базель SBB – Базель-Бадішер – Карлсруе – Мангайм – Франкфурт – Геттінген – Гамбург – Кіль                                       | 120 хв            |
| ICE 12                           | (Інтерлакен-Ост – Берн –) | Базель SBB – Базель-Бадішер – Карлсруе – Мангайм – Франкфурт – Геттінген – Гамбург – Кіль                                       | Базель SBB – Базель-Бадішер – Карлсруе – Мангайм – Франкфурт – Геттінген – Гамбург – Кіль                                       | 120 хв            |
| ICE 20                           | (Цюрих –) Базель-Бадішер – Баден-Баден – Карлсруе –                                                                             | Франкфурт — | Ерфурт – Лейпциг – Берлін Südkreuz – Берлін – Берлін-Гезундбруннен                                                              |                   |
| ICE 20                           | (Цюрих –) Базель-Бадішер – Баден-Баден – Карлсруе –                                                                             | Франкфурт — | Гільдесгайм – Вольфсбург – Берлін – Берлін-Зюдкройц                                                                             | 120 хв            |
| ICE 20                           | (Цюрих –) Базель-Бадішер – Баден-Баден – Карлсруе –                                                                             | Мангайм – Штутгарт | Мангайм – Штутгарт | один рейс         |
| ICE 43                           | Базель SBB – Базель-Бадішер – Оффенбург – Карлсруе – Вісбаден/Майнц – Кельн-Мессе-Дойц – Дюссельдорф                            | Базель SBB – Базель-Бадішер – Оффенбург – Карлсруе – Вісбаден/Майнц – Кельн-Мессе-Дойц – Дюссельдорф                            | Базель SBB – Базель-Бадішер – Оффенбург – Карлсруе – Вісбаден/Майнц – Кельн-Мессе-Дойц – Дюссельдорф                            | 120 хв            |
| ICE 60                           | Баден-Курір: Базель SBB – Базель-Бадішер – Оффенбург – Карлсруе – Брухзаль – Штутгарт – Ульм – Аугсбург – Мюнхен                | Баден-Курір: Базель SBB – Базель-Бадішер – Оффенбург – Карлсруе – Брухзаль – Штутгарт – Ульм – Аугсбург – Мюнхен                | Баден-Курір: Базель SBB – Базель-Бадішер – Оффенбург – Карлсруе – Брухзаль – Штутгарт – Ульм – Аугсбург – Мюнхен                | один рейс         |
| ICE 85                           | Мілан – Лугано – Цюрих – Базель SBB – Базель-Бадішер – Рінгсгайм/Європа-Парк – Карлсруе                                         | → Мангайм → | Франкфурт | одна пара поїздів |
| ICE 85                           | Мілан – Лугано – Цюрих – Базель SBB – Базель-Бадішер – Рінгсгайм/Європа-Парк – Карлсруе                                         | ← Дармштадт ← | Франкфурт | одна пара поїздів |
| Nightjet Цюрих – Берлін          | Цюрих – Базель SBB – Базель-Бадішер – Оффенбург – Карлсруе – Франкфурт-на-Майні – Лейпциг (причепі вагони) –                    | Цюрих – Базель SBB – Базель-Бадішер – Оффенбург – Карлсруе – Франкфурт-на-Майні – Лейпциг (причепі вагони) –                    | Дрезден – Дечин – Прага | одна пара поїздів |
| EuroNight Цюрих – Прага          | Цюрих – Базель SBB – Базель-Бадішер – Оффенбург – Карлсруе – Франкфурт-на-Майні – Лейпциг (причепі вагони) –                    | Цюрих – Базель SBB – Базель-Бадішер – Оффенбург – Карлсруе – Франкфурт-на-Майні – Лейпциг (причепі вагони) –                    | Галле – Біттерфельд – Берлін | одна пара поїздів |
| Nightjet Цюрих – Гамбург-Альтона | Цюрих – Базель-Бадішер – Фрайбург – Карлсруе – Гайдельберг – Франкфурт-на-Майні – Ганновер – Бремен – Гамбург – Гамбург-Альтона | Цюрих – Базель-Бадішер – Фрайбург – Карлсруе – Гайдельберг – Франкфурт-на-Майні – Ганновер – Бремен – Гамбург – Гамбург-Альтона | Цюрих – Базель-Бадішер – Фрайбург – Карлсруе – Гайдельберг – Франкфурт-на-Майні – Ганновер – Бремен – Гамбург – Гамбург-Альтона | одна пара поїздів |
| Nightjet Цюрих – Амстердам       | Цюрих – Базель-Бадішер – Фрайбург – Оффенбург – Бонн-Боєль – Кельн – Утрехт – Амстердам                                         | Цюрих – Базель-Бадішер – Фрайбург – Оффенбург – Бонн-Боєль – Кельн – Утрехт – Амстердам                                         | Цюрих – Базель-Бадішер – Фрайбург – Оффенбург – Бонн-Боєль – Кельн – Утрехт – Амстердам                                         | одна пара поїздів |
| FLX 10                           | Базель-Бадішер – Фрайбург – Оффенбург – Карлсруе – Гейдельберг – Дармштадт – Франкфурт-на-Майні – Ерфурт – Галле – Берлін       | Базель-Бадішер – Фрайбург – Оффенбург – Карлсруе – Гейдельберг – Дармштадт – Франкфурт-на-Майні – Ерфурт – Галле – Берлін       | Базель-Бадішер – Фрайбург – Оффенбург – Карлсруе – Гейдельберг – Дармштадт – Франкфурт-на-Майні – Ерфурт – Галле – Берлін       | одна пара поїздів |

### Регіональний трафік
| Лінія | Маршрут | Інтервал | Оператор                   |
| ----- | --- | -------- | -------------------------- |
| IRE 3 | Базель-Бадішер – Бад-Зекінген – Шаффгаузен – Юберлінген – Фрідріхсгафен-Гафен                                                               | 60 хв    | DB Regio Baden-Württemberg |
| RE 7  | Базель SBB -) Базель-Бадішер – Вайль-на-Рейні – Мюльгайм – Фрайбург – Еммендінген – Гербольцгайм – Лар – Оффенбург – Баден-Баден – Карлсруе | 60 хв    | DB Regio Baden-Württemberg |
| RB 27 | (Базель SBB -) Базель-Бадішер – Вайль-ам-Рейн – Мюльгайм – Фрайбург – Еммендінген (– Лар – Оффенбург )                                      | 60 хв    | DB Regio Baden-Württemberg |
| RB30  | Базель-Бадішер – Лауфенбург – Вальдсгут – Лаухрінген (– Ерцинген )                                                                          | 30 хв    | DB Regio Baden-Württemberg |
| S6    | Базель SBB – Базель-Бадішер – Леррах – Шопфгайм – Целль (Візенталь)                                                                         | 30 хв    | SBB GmbH                   |